# Correction de timbre

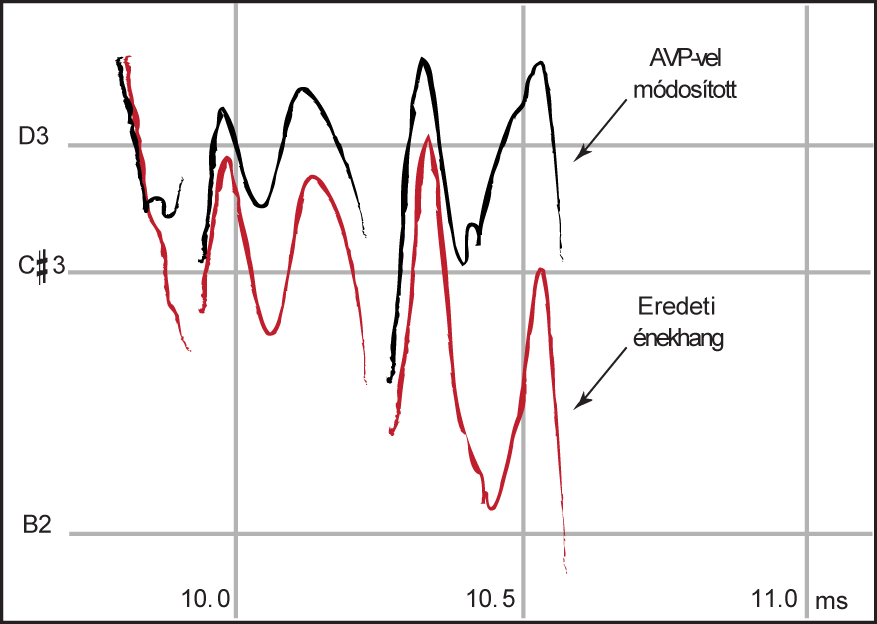
Autotune

La correction de timbre, aussi appelé en anglais « pitch correction », est une pédale d'effet ou un éditeur audio qui change l'intonation (timbre haut ou bas) d'un signal audio afin que le timbre correspondent aux notes d'une gamme tempérée (par exemple, comme sur un piano). Les outils de correction de timbre font cela sans affecter l’aspect du son. La correction de timbre détecte dans un premier temps le timbre d'un signal audio (utilisant un algorithme de détection de timbre) et calcule ensuite le changement désiré et modifie le signal audio en conséquence. Les outils de corrections de timbre sont principalement utilisés dans la musique populaire occidentale sur les chanteurs principaux.